# Heinrich Boner
Pater Heinrich Boner (Brüder vom Orden des Heiligen Geistes) (* vor 1378; † nach 1379) war Spitalmeister des Kreuzherrenklosters im oberschwäbischen Memmingen. Er wurde 1378 vom Visitator als Nachfolger von Pater Heinrich Löffler eingesetzt. Bereits 1379 konnte er aufgrund einer Geisteskrankheit sein Amt nicht mehr versehen und wurde von den Mitbrüdern abgesetzt.